# Saponaria karapinarensis
Saponaria karapinarensis är en nejlikväxtart som beskrevs av Vural, Adigüzel. Saponaria karapinarensis ingår i släktet såpnejlikor, och familjen nejlikväxter. Inga underarter finns listade i Catalogue of Life.